# Adékambi Olufadé
Adékambi Olufadé (Lomé, Togo, 7 de enero de 1980) es un exfutbolista togolés, que se desempeñó como delantero y que militó en diversos clubes de Togo, Guinea, Catar, Francia y Bélgica (país donde jugó la mayor parte de su carrera).

## Clubes
| Club             | País    | Año         |
| ---------------- | ------- | ----------- |
| Dynamic Togolais | Togo    | 1998 - 2000 |
| Satellite FC     | Guinea  | 2000        |
| Lokeren          | Bélgica | 2000 - 2001 |
| Lille            | Francia | 2001 - 2002 |
| Niza             | Francia | 2002 - 2003 |
| Charleroi        | Bélgica | 2003 - 2004 |
| Al-Sailiya SC    | Catar   | 2004 - 2005 |
| Lille            | Francia | 2005 - 2006 |
| Gent             | Bélgica | 2006 - 2010 |
| Charleroi        | Bélgica | 2010 - 2011 |

## Selección nacional
Ha sido internacional con la Selección de fútbol de Togo; donde jugó 34 partidos internacionales y anotó 7 goles por dicho seleccionado. Incluso participó con su selección, en 1 sola Copa Mundial. La única Copa Mundial que participó, fue en la edición de Alemania 2006, donde su selección quedó eliminado en la primera fase.